# Perlesta roblei
Perlesta roblei är en bäcksländeart som beskrevs av Boris C. Kondratieff och Kirchner 2003. Perlesta roblei ingår i släktet Perlesta och familjen jättebäcksländor. Inga underarter finns listade i Catalogue of Life.